# Tina Barney
Tina Barney (27 de octubre de 1945) es una fotógrafa estadounidense conocida por sus retratos en color a gran escala de su familia y amigos cercanos en Nueva York y Nueva Inglaterra. Es miembro de la familia Lehman.

## Infancia y educación
Barney nació Tina Isles, una de los tres hijos de Philip Henry Isles (1912-1989) y su esposa, la modelo de moda de los años 40, Lillian Fox. Sus padres se divorciaron más tarde y su madre se volvió a casar con el escritor Stephane Groueff. Su bisabuelo fue Emanuel Lehman, cofundador de Lehman Brothers. Su abuelo la introdujo a la fotografía cuando era niña. Cuando era adolescente, estudió Historia del Arte en la Spence School de Manhattan y, a la edad de 19 años, vivió en Italia durante un tiempo en el que pudo continuar sus estudios de arte. Barney se involucró por primera vez con la fotografía, cuando le pidieron que fuera voluntaria del Consejo Juvenil del Museo de Arte Moderno de Nueva York, alrededor de 1971, trabajando en el departamento de fotografía y catalogando trabajos para una exposición. Comenzó a coleccionar fotografías e ir a diferentes galerías, para educarse sobre el medio. Después de mudarse a Sun Valley, Idaho en 1973, comenzó a tomar clases de fotografía como pasatiempo. Mientras estaba en Idaho, estudió en el Sun Valley Center for Arts and Humanities en Ketchum, de 1976 a 1979. Además, ha realizado talleres con Frederick Sommer, Roger Mertin, Joyce Niemanas, Duane Michals, Nathan Lyons, John Pfahl y Robert Cumming.

## Carrera profesional
Barney es conocida por crear fotografías coloridas de gran formato de su rica familia de la costa este. Las imágenes se extienden a ambos lados de la línea entre la fotografía espontánea y la fotografía de cuadro. Aunque los ricos se convirtieron en una especie de estética en el trabajo de Barney, su "fascinación radica en la repetición de tradiciones y rituales". La idea que trabaja es que las familias, sin importar de dónde vengan, hacen fundamentalmente lo mismo". El trabajo de Barney se encuentra en las colecciones del Museo Internacional de Fotografía y Cine George Eastman House en Rochester, Nueva York; el Museo de Arte Moderno de la ciudad de Nueva York; el Museo de Bellas Artes de Houston, Texas; la Colección de Arte JPMorgan Chase en la ciudad de Nueva York; y el Museo de Fotografía Contemporánea. Más recientemente, su trabajo se ha mostrado en el New York State Theatre de Nueva York, en 2011; El Barbican Art Centre, Londres; Museum Folkwang en Essen, Museum der Art Moderne, Salzburgo y otros.
Barney también ha producido o codirigido cortometrajes sobre los fotógrafos Jan Groover (Jan Groover: Tilting at Space, 1994) y Horst P. Horst (Horst, 1988). Hizo filmar un documental sobre su vida, emitido en 2007 por Sundance Channel, dirigido por Jaci Judelson. Barney recibió una beca en memoria de John Simon Guggenheim en 1991 y el premio Lucie 2010 por sus logros en el retrato.
La Galería Kasmin en la ciudad de Nueva York representa actualmente a Barney.

## Vida personal
En 1966, se casó con John Joseph Barney de Watch Hill, Rhode Island. Su hermano, Philip Henry Isles II, casado con la actriz Alexandra Moltke.

## Obras destacadas
- Habitación de Marina, 1987[11]
- Houselights, 1999[11]
- Jill y la televisión, 1989[11]
- Los dos amigos, 2002[11]

- Jugadores (Steidl, 2011)ISBN 3-86521-995-0
- Los europeos (Barbican Art Gallery y Steidl, 2005)ISBN 3-86521-095-3
- Amigos y relaciones: fotografías de Tina Barney (Smithsonian Institution, 1991)ISBN 1-56098-048-6

## Exposiciones
- Les Européens, Les Rencontres d'Arles, Francia, 2003. Comisariada por Janet Borden.[12]
- The Europeans, Barbican Art Gallery, Londres, 2005.[13][14]
- Players, Janet Borden Inc., Nueva York, 2010.[15]
- Los europeos, Museo de Arte Haggerty, Milwaukee, WI, 2012.[16][17]
- Small Towns, Janet Borden, Inc., Nueva York, 2012.[18]
- Los europeos, Frist Center for the Visual Arts, Nashville, TN, 2015.[19][20]
- Four Decades, Paul Kasmin Gallery, Nueva York, 2015.[21][22]

## Premios y subvenciones
2010 - Premio Lucie por logros en retratos
1991 - Fundación en memoria de John Simon Guggenheim, Beca de artistas